# Progr

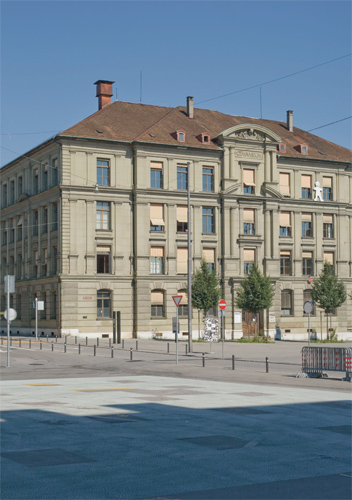
Fassade des Progr zum Waisenhausplatz

Der Progr (voller Name: PROGR – Zentrum für Kulturproduktion), ein ehemaliges Schulhaus (Progymnasium, Nachfolgeinstitut der Hohen Schule) ist ein von der Stiftung Progr geleitetes Atelierhaus und Begegnungsort am Waisenhausplatz im Zentrum der Stadt Bern. Mehr als 150 Künstler aus allen Sparten produzieren Kunst in über 70 Räumen. Sie arbeiten Tür an Tür zusammen mit Kulturinstitutionen und Veranstaltern. In der öffentlichen Zone im Erdgeschoss werden Ausstellungen und Konzerte veranstaltet. Treffpunkt im Progr sind zwei Gastrobetriebe. Der Progr ist als Zwischennutzung der im Jahr 2004 frei gewordenen Räumlichkeiten des bernischen Progymnasiums («Proger») entstanden und bietet Raum für Kulturschaffende und kulturelle Institutionen.

## Geschichte des Gebäudes
Das ehemalige Schulhaus ist ein historisches Bauwerk im neoklassizistischen Stil an zentraler städtebaulicher Lage in der Berner Altstadt und steht unter Denkmalschutz. Im 19. Jahrhundert wurde es an der Stelle des ehemaligen Burgerspitalkornhauses erbaut und seit 1885 als Gymnasium und Primarschule betrieben. 1926 erfolgte der Umzug des Gymnasiums in einen Neubau im Kirchenfeldquartier; Primarschule und Progymnasium verblieben im Gebäude am Waisenhausplatz. Ausschlag für eine Nutzungsänderung des Gebäudes gab Ende der Neunzigerjahre die Absicht der Stadt Bern, die Räume des Progymnasiums als Museum für die Werke des Berner Malers Paul Klee zu nutzen. Dieses Nutzungskonzept wurde jedoch mit dem Bau des Zentrum Paul Klee verworfen. Nach dem Umzug der Schule an einen neuen Standort wurde das Gebäude im Jahr 2004 zur zweijährigen Zwischennutzung an Kulturschaffende freigegeben, blieb jedoch unter städtischer Leitung. Ein neuer Plan des Gemeinderates sah vor, das Gebäude an das Kunstmuseum Bern zu übertragen, um darin die Abteilung für Zeitgenössische Kunst einzurichten. Das Scheitern der Verhandlungen ermöglichte jedoch eine Verlängerung der Zwischennutzung um weitere drei Jahre bis vorerst Ende Juli 2009.

## Umnutzungsplan als Gesundheitszentrum
Mit dem Ablaufen der befristeten Zwischennutzung im Juli 2009 sollte das Gebäude aus dem städtischen Besitz an einen privaten Investor verkauft und als Gesundheitszentrum neu genutzt werden. Aus einem städtisch ausgeschriebenen Architekturwettbewerb für Teams von Planern und Investoren ging als Siegerprojekt der Vorschlag «Doppelpunkt» hervor, der eine gemischte Nutzung des Gebäudes vorwiegend für Arztpraxen, Therapieräume und Aus- und Weiterbildungsangebote plant. Darüber hinaus sieht das Projekt vor, den bestehenden Barbetrieb im Progr in das Gesundheitszentrum zu integrieren. Der Wettbewerb sowie das daraus hervorgehende Siegerprojekt haben in Bern politische Debatten rund um den Stellenwert der Kultur im Stadtzentrum ausgelöst. Die Frage nach der langfristigen Nutzung des alten Progymnasiums ist mit Zielkonflikten zwischen kommerzieller und kultureller Nutzung bei der gleichzeitigen Wahrung denkmalpflegerischer Anliegen verbunden.

## Berner Stimmbürger entscheiden für die Künstlerinitiative
Am 17. Mai 2009 haben die Stimmberechtigten der Stadt Bern entschieden, dass das Gebäude auch in Zukunft ein Kulturzentrum bleiben soll. In getrennten Vorlagen standen beide Projekte zur Abstimmung, wobei das Projekt Doppelpunkt der Zürcher Investorengruppe Allreal rund 45 Prozent Ja-Stimmen und das Projekt der „Künstlerinitiative Pro PROGR“ rund 66 Prozent Ja-Stimmen erhielten. In der Stichfrage, die relevant geworden wäre, falls beide Alternativen angenommen worden wären, fiel die Entscheidung mit rund 64 % zu 36 % für das Projekt „Pro PROGR“ aus.

## Progr bleibt – 1. August 2009 bis 31. Juli 2039
Eine Woche nach dem erfolgreichen Abstimmungskampf wurde die Stiftung Progr gegründet. Am 1. August 2009 übernahm sie die Liegenschaft im Baurecht für 30 Jahre. Ihr Hauptzweck ist es, Kulturschaffenden Werkraum zu erschwinglichen Preisen in einem inspirierenden Umfeld zur Verfügung zu stellen. Nach einer Übergangsphase von 6 Monaten übernahm die Stiftung Progr am 1. Januar 2010 die definitive Betriebsführung. Der Betrieb des Kulturzentrums wird ausschliesslich mit den Mietzinseinnahmen finanziert und erhält keine städtischen Gelder.